# Seznam dílů seriálu Kačeří příběhy (2017)
Toto je seznam dílů seriálu Kačeří příběhy. Americký animovaný televizní seriál Kačeří příběhy měl v USA premiéru 12. srpna 2017 na stanici Disney XD. V Česku měl seriál premiéru 29. března 2018 na stanici Disney Channel.

## Přehled řad
| Řada        | Díly        | Premiéra v USA | Premiéra v USA  | Premiéra v ČR (ČT :D) | Premiéra v ČR (ČT :D) | Premiéra v ČR (Disney) | Premiéra v ČR (Disney) |
| Řada        | Díly        | První díl      | Poslední díl    | První díl             | Poslední díl          | První díl              | Poslední díl           |
| ----------- | ----------- | -------------- | --------------- | --------------------- | --------------------- | ---------------------- | ---------------------- |
| Úvodní film | Úvodní film | 12. srpna 2017 | 12. srpna 2017  | 1. srpna 2020         | 1. srpna 2020         | 29. března 2018        | 29. března 2018        |
| 1           | 25          | 12. srpna 2017 | 18. srpna 2018  | 1. července 2020      | 4. srpna 2020         | 9. dubna 2018          | 21. září 2018          |
| 2           | 25          | 20. října 2018 | 12. září 2019   | 5. srpna 2020         | 8. září 2020          | bude oznámeno          | bude oznámeno          |
| 3           | 25          | 4. dubna 2020  | 15. března 2021 | bude oznámeno         | bude oznámeno         | bude oznámeno          | bude oznámeno          |

## Seznam dílů

### Úvodní film (2017)
| Č. v řadě | Původní název      | Český název            | Premiéra v USA | Premiéra v ČR   |
| --- | ------------------ | ---------------------- | -------------- | --------------- |
| 1 | DuckTales: Woo-oo! | Kačeří příběhy: Žjóva! | 12. srpna 2017 | 29. března 2018 |
| První část: Kačer Donald si hledá novou práci a jelikož chůva nedorazí, bere kluky sebou, nejprve se staví v Kačeřím sídle protože mu Skrblík něco dluží a kluci zjistí, že je jejich příbuzný. Potom, co se potkají s Kačkou, Skrblíka nakopnou k tomu, aby se stal zase takovým frájou, jako býval a ten se rozhodne je vzít do Atlantidy. Nikdo ale netuší, že Donaldova nová práce je u Hamouna.Druhá část: Skrblík, jeho synovci, Kačka a Rampa se vypraví hledat ztracený klenot Atlantidy, o který má zájem i Hamoun. Potkají se tam s Donaldem, kterýho Hamoun následně využije. V poslední scéně epizody objeví Dulík na plakátě svoji mámu, jak bojuje po straně Skrblíka a Donalda. |                    |                        |                |                 |

### První řada (2017–2018)
| Č. v seriálu | Č. v řadě | Původní název                                                                                 | Český název                                                                     | Režie                              | Scénář | Premiéra v USA    | Premiéra v ČR                | Prod. kód |
| ------------ | --------- | --------------------------------------------------------------------------------------------- | ------------------------------------------------------------------------------- | ---------------------------------- | --- | ----------------- | ---------------------------- | --------- |
| 1–2          | 12        | Woo-oo!: Part OneWoo-oo!: Part Two – Escape To/From Atlantis!                                 | Žjóva! (první část)Vzhůru dolů do Atlantidy! (druhá část)                       | Dana Terrace a John Aoshima        | námět: Francisco Angones, Colleen Evanson, Noelle Stevenson, Madison Bateman, Nate Federman a Matt Youngberg scénář: Francisco Angones                                    | 12. srpna 2017    | 19. dubna 201820. dubna 2018 | 101–102   |
| 3            | 3         | Daytrip of Doom!                                                                              | Zkázonosná zábava!                                                              | Dana Terrace                       | námět: Francisco Angones, Colleen Evanson, Bob Snow, Matt Youngberg, Madison Bateman, Christian Magalhaes a Rachel Vine scénář: Rachel Vine                               | 23. září 2017     | 9. dubna 2018                | 103       |
| 4            | 4         | The Great Dime Chase!                                                                         | Šlamastika s desetníkem!                                                        | John Aoshima                       | námět: Francisco Angones, Colleen Evanson, Bob Snow, Madison Bateman, Christian Magalhaes a Matt Youngberg scénář: Madison Bateman                                        | 23. září 2017     | 10. dubna 2018               | 105       |
| 5            | 5         | The Beagle Birthday Massacre!                                                                 | Mela na narozeninové oslavě Rafanů!                                             | Dana Terrace                       | námět: Francisco Angones, Colleen Evanson, Bob Snow, Madison Bateman a Christian Magalhaes scénář: Bob Snow                                                               | 30. září 2017     | 11. dubna 2018               | 106       |
| 6            | 6         | The Tunnel of Terra-firmians!                                                                 | Hrůzostrašní podzemní koulíci!                                                  | Matthew Humphreys a Tom Owens      | námět: Francisco Angones, Madison Bateman, Colleen Evanson, Christian Magalhaes a Bob Snow scénář: Christian Magalhaes                                                    | 7. října 2017     | 12. dubna 2018               | 110       |
| 7            | 7         | The Infernal Internship of Mark Beaks!                                                        | Pekelná praxe u Semzy Zobana!                                                   | Matthew Humphreys a Tom Owens      | námět: Francisco Angones, Madison Bateman, Colleen Evanson, Christian Magalhaes a Bob Snow scénář: Christian Magalhaes                                                    | 14. října 2017    | 13. dubna 2018               | 107       |
| 8            | 8         | The House of the Lucky Gander!                                                                | Klikař Gusta                                                                    | John Aoshima                       | námět: Francisco Angones, Madison Bateman, Colleen Evanson, Christian Magalhaes a Bob Snow scénář: Colleen Evanson                                                        | 21. října 2017    | 16. dubna 2018               | 108       |
| 9            | 9         | The Living Mummies of Toth-Ra!                                                                | Toth-Raovy živé mumie!                                                          | Dana Terrace                       | námět: Francisco Angones, Madison Bateman, Colleen Evanson, Christian Magalhaes a Bob Snow scénář: Madison Bateman                                                        | 28. října 2017    | 17. dubna 2018               | 109       |
| 10           | 10        | The Impossible Summit of Mt. Neverrest!                                                       | Nedosažitelný vrchol hory Fakt Nejdeslézt!                                      | Tom Owens a Matt Youngberg         | námět: Francisco Angones, Madison Bateman, Colleen Evanson, Christian Magalhaes, Bob Snow, Noelle Stevenson a Matt Youngberg scénář: Francisco Angones a Noelle Stevenson | 2. prosince 2017  | 18. dubna 2018               | 104       |
| 11           | 11        | The Spear of Selene!                                                                          | Selenino kopí!                                                                  | Dana Terrace                       | námět: Francisco Angones, Madison Bateman, Colleen Evanson, Christian Magalhaes a Bob Snow scénář: Madison Bateman                                                        | 4. května 2018    | 6. srpna 2018                | 112       |
| 12           | 12        | Beware the B.U.D.D.Y. System!                                                                 | Na tohohle bracha, bacha!                                                       | John Aoshima                       | námět: Francisco Angones, Madison Bateman, Colleen Evanson, Christian Magalhaes a Bob Snow scénář: Francisco Angones                                                      | 11. května 2018   | 7. srpna 2018                | 114       |
| 13           | 13        | The Missing Links of Moorshire!                                                               | Z bláta do louže!                                                               | Matthew Humphreys                  | námět: Francisco Angones, Madison Bateman, Colleen Evanson, Ben Joseph, Christian Magalhaes a Bob Snow scénář: Ben Joseph                                                 | 18. května 2018   | 8. srpna 2018                | 113       |
| 14           | 14        | McMystery at McDuck McManor!                                                                  | Záhadné zmizení zazobaného zbohatlíka!                                          | John Aoshima                       | námět: Francisco Angones, Madison Bateman, Colleen Evanson, Christian Magalhaes a Bob Snow scénář: Colleen Evanson                                                        | 25. května 2018   | 9. srpna 2018                | 111       |
| 15           | 15        | JAW$!                                                                                         | Čelisti!                                                                        | Matthew Humphreys                  | námět: Francisco Angones, Madison Bateman, Colleen Evanson, Christian Magalhaes a Bob Snow scénář: Colleen Evanson                                                        | 16. června 2018   | 10. září 2018                | 116       |
| 16           | 16        | The Golden Lagoon of White Agony Plains!                                                      | Zlatá laguna z plání bílých muk!                                                | John Aoshima                       | námět: Francisco Angones, Madison Bateman, Colleen Evanson, Christian Magalhaes a Bob Snow scénář: Bob Snow                                                               | 23. června 2018   | 10. srpna 2018               | 117       |
| 17           | 17        | Day of the Only Child!                                                                        | Jedináčovský den!                                                               | Dana Terrace a Tanner Johnson      | námět: Francisco Angones, Madison Bateman, Colleen Evanson, Christian Magalhaes a Bob Snow scénář: Bob Snow                                                               | 30. června 2018   | 11. září 2018                | 115       |
| 18           | 18        | From the Confidential Casefiles of Agent 22!                                                  | Z přísně tajných příběhů Agenta 22!                                             | Tanner Johnson                     | námět: Francisco Angones, Madison Bateman, Colleen Evanson, Christian Magalhaes a Bob Snow scénář: Christian Magalhaes                                                    | 7. července 2018  | 12. září 2018                | 118       |
| 19           | 19        | Who is Gizmoduck?!                                                                            | Kdo je Robokačer?!                                                              | Tanner Johnson                     | námět: Francisco Angones, Madison Bateman, Colleen Evanson, Christian Magalhaes a Bob Snow scénář: Christian Magalhaes                                                    | 14. července 2018 | 19. září 2018                | 121       |
| 20           | 20        | The Other Bin of Scrooge McDuck!                                                              | Skrblíkova druhá pokladnice!                                                    | John Aoshima                       | námět: Francisco Angones, Madison Bateman, Colleen Evanson, Christian Magalhaes a Bob Snow scénář: Colleen Evanson                                                        | 21. července 2018 | 13. září 2018                | 120       |
| 21           | 21        | Sky Pirates...In the Sky!                                                                     | Z nebe dští...piráti nebeští!                                                   | Matthew Humphreys                  | námět: Francisco Angones, Madison Bateman, Colleen Evanson, Christian Magalhaes a Bob Snow scénář: Madison Bateman                                                        | 28. července 2018 | 14. září 2018                | 119       |
| 22           | 22        | The Secret(s) of Castle McDuck!                                                               | Tajemství hradu Mckačerů!                                                       | Matthew Humphreys                  | námět: Francisco Angones, Madison Bateman, Colleen Evanson, Christian Magalhaes a Bob Snow scénář: Bob Snow                                                               | 4. srpna 2018     | 17. září 2018                | 122       |
| 23           | 23        | The Last Crash of the Sunchaser!                                                              | Poslední havárie Ikara!                                                         | John Aoshima                       | námět: Francisco Angones, Madison Bateman, Colleen Evanson, Christian Magalhaes a Bob Snow scénář: Francisco Angones                                                      | 11. srpna 2018    | 18. září 2018                | 123       |
| 24–25        | 2425      | The Shadow War Part One: The Night of De Spell!The Shadow War Part Two: The Day of the Ducks! | Válka stínů část první: Noc Magiky von Čáry!Válka stínů část druhá: Den Kačerů! | Matthew Humphreys a Tanner Johnson | námět: Francisco Angones, Madison Bateman, Bob Snow, Colleen Evanson a Christian Magalhaes scénář: Madison Bateman, Colleen Evanson, Christian Magalhaes a Bob Snow       | 18. srpna 2018    | 20. září 201821. září 2018   | 124–125   |

### Druhá řada (2018–2019)
| Č. v seriálu | Č. v řadě | Původní název                          | Český název                          | Režie                         | Scénář | Premiéra v USA     | Premiéra v ČR            | Prod. kód |
| ------------ | --------- | -------------------------------------- | ------------------------------------ | ----------------------------- | --- | ------------------ | ------------------------ | --------- |
| 26           | 1         | The Most Dangerous Game...Night!       | Pěkně nebezpečná noční hra!          | Tanner Johnson                | námět: Francisco Angones, Madison Bateman, Colleen Evanson, Christian Magalhaes a Bob Snow scénář: Francisco Angones                                               | 20. října 2018     | 5. srpna 2020            | 201       |
| 27           | 2         | The Depths of Cousin Fethry!           | Hlubiny bratrance Ferdíka!           | Matthew Humphreys             | námět: Francisco Angones, Madison Bateman, Colleen Evanson, Christian Magalhaes a Bob Snow scénář: Christian Magalhaes                                             | 27. října 2018     | 6. srpna 2020            | 202       |
| 28           | 3         | The Ballad of Duke Baloney!            | Balada o hraběti Flaxovi!            | Jason Zurek                   | námět: Francisco Angones, Madison Bateman, Colleen Evanson, Christian Magalhaes a Bob Snow scénář: Colleen Evanson                                                 | 3. listopadu 2018  | 7. srpna 2020            | 203       |
| 29           | 4         | The Town Where Everyone Was Nice!      | Město, kde byli všichni milí!        | Tanner Johnson                | námět: Francisco Angones, Madison Bateman, Colleen Evanson, Christian Magalhaes a Bob Snow scénář: Madison Bateman                                                 | 10. listopadu 2018 | 10. srpna 2020           | 204       |
| 30           | 5         | Storkules in Duckburg!                 | Čápules v Kačerově!                  | Matthew Humphreys             | námět: Francisco Angones, Madison Bateman, Colleen Evanson, Christian Magalhaes a Bob Snow scénář: Bob Snow                                                        | 17. listopadu 2018 | 11. srpna 2020           | 205       |
| 31           | 6         | Last Christmas!                        | Minulé Vánoce!                       | Jason Zurek                   | námět: Francisco Angones, Madison Bateman, Colleen Evanson, Christian Magalhaes a Bob Snow scénář: Francisco Angones                                               | 1. prosince 2018   | 12. srpna 2020           | 206       |
| 32           | 7         | What Ever Happened to Della Duck?!     | Co se stalo s Dellou Kačerovou?!     | Tanner Johnson                | námět: Francisco Angones, Madison Bateman, Colleen Evanson, Christian Magalhaes a Bob Snow scénář: Madison Bateman a Colleen Evanson                               | 9. března 2019     | 13. srpna 2020           | 207       |
| 33           | 8         | Treasure of the Found Lamp!            | Poklad ztracené lampy!               | Jason Zurek                   | námět: Francisco Angones, Madison Bateman, Colleen Evanson, Christian Magalhaes a Bob Snow scénář: Christian Magalhaes                                             | 7. května 2019     | 14. srpna 2020           | 209       |
| 34           | 9         | The Outlaw Scrooge McDuck!             | Psanec Skrblík!                      | Tanner Johnson                | námět: Francisco Angones, Madison Bateman, Colleen Evanson, Christian Magalhaes a Bob Snow scénář: Christian Magalhaes                                             | 8. května 2019     | 17. srpna 2020           | 210       |
| 35           | 10        | The 87 Cent Solution!                  | Kdo ukradl 87 centů?!                | Matthew Humphreys             | námět: Francisco Angones, Madison Bateman, Colleen Evanson, Christian Magalhaes a Bob Snow scénář: Bob Snow                                                        | 9. května 2019     | 18. srpna 2020           | 211       |
| 36           | 11        | The Golden Spear!                      | Zlaté kopí!                          | Jason Zurek                   | námět: Francisco Angones, Madison Bateman, Colleen Evanson, Christian Magalhaes a Bob Snow scénář: Bob Snow                                                        | 10. května 2019    | 19. srpna 2020           | 212       |
| 37           | 12        | Nothing Can Stop Della Duck!           | Dellu Kačerovou nic nezastaví!       | Tanner Johnson                | námět: Francisco Angones, Madison Bateman, Colleen Evanson, Christian Magalhaes a Bob Snow scénář: Colleen Evanson                                                 | 13. května 2019    | 20. srpna 2020           | 213       |
| 38           | 13        | Raiders of the Doomsday Vault!         | Lupiči v pevnosti poslední záchrany! | Matthew Humphreys             | námět: Francisco Angones, Madison Bateman, Colleen Evanson, Christian Magalhaes a Bob Snow scénář: Madison Bateman                                                 | 14. května 2019    | 21. srpna 2020           | 214       |
| 39           | 14        | Friendship Hates Magic!                | Magie přátelství nesvědčí!           | Matthew Humphreys             | námět: Francisco Angones, Madison Bateman, Colleen Evanson, Christian Magalhaes, Bob Snow a Rachel Vine scénář: Rachel Vine                                        | 15. května 2019    | 24. srpna 2020           | 208       |
| 40           | 15        | The Dangerous Chemistry of Gandra Dee! | Nebezpečná chemie Gandry Dee!        | Jason Zurek                   | námět: Francisco Angones, Madison Bateman, Colleen Evanson, Christian Magalhaes a Bob Snow scénář: Christian Magalhaes                                             | 16. května 2019    | 25. srpna 2020           | 215       |
| 41           | 16        | The Duck Knight Returns!               | Kačeří rytíř se vrací!               | Tanner Johnson                | námět: Francisco Angones, Madison Bateman, Colleen Evanson, Christian Magalhaes a Bob Snow scénář: Francisco Angones                                               | 17. května 2019    | 26. srpna 2020           | 2??       |
| 42           | 17        | What Ever Happened to Donald Duck?!    | Co se stalo se kačerem Donaldem?!    | Happy Birthday, Doofus Drake! | námět: Francisco Angones, Madison Bateman, Colleen Evanson, Christian Magalhaes a Bob Snow scénář: Francisco Angones a Bob Snow                                    | 3. září 2019       | 27. srpna 2020           | 218       |
| 43           | 18        | Happy Birthday, Doofus Drake!          | Všechno nejlepší, Ňoumo              | Jason Reicher a Jason Zurek   | námět: Francisco Angones, Madison Bateman, Colleen Evanson, Christian Magalhaes a Bob Snow scénář: Colleen Evanson                                                 | 4. září 2019       | 28. srpna 2020           | 2??       |
| 44           | 19        | A Nightmare on Killmotor Hill!         | Noční můra na kopci Chcípmotor       | Tanner Johnson                | námět: Francisco Angones, Madison Bateman, Emmy Cicierega, Colleen Evanson, Christian Magalhaes a Bob Snow scénář: Emmy Cicierega                                  | 5. září 2019       | 31. srpna 2020           | 219       |
| 45           | 20        | The Golden Armory of Cornelius Coot!   | Zlatá výzbroj Kornelia Lisky         | Matthew Humphreys             | námět: Francisco Angones, Madison Bateman, Colleen Evanson, Christian Magalhaes a Bob Snow scénář: Christian Magalhaes a Bob Snow                                  | 6. září 2019       | 1. září 2020             | 2??       |
| 46           | 21        | Timephoon!                             | Časotajfun                           | Jason Zurek                   | námět: Francisco Angones, Madison Bateman, Colleen Evanson, Christian Magalhaes a Bob Snow scénář: Madison Bateman                                                 | 9. září 2019       | 2. září 2020             | 221       |
| 47           | 22        | GlomTales!                             | Hamounovy příběhy                    | Tanner Johnson                | námět: Francisco Angones, Madison Bateman, Colleen Evanson, Christian Magalhaes a Bob Snow scénář: Colleen Evanson                                                 | 10. září 2019      | 3. září 2020             | 222       |
| 48           | 23        | The Richest Duck in the World!         | nejbohatší kačer na světě            | Matthew Humphreys             | námět: Francisco Angones, Madison Bateman, Colleen Evanson, Christian Magalhaes a Bob Snow scénář: Madison Bateman                                                 | 11. září 2019      | 4. září 2020             | 223       |
| 49–50        | 2425      | Moonvasion!                            | Invaze z Měsíce                      | Tanner Johnson a Jason Zurek  | námět: Fransisco Agones, Madison Bateman, Colleen Evanson, Christian Magalhaes a Bob Snow scénář: Madison Bateman, Colleen Evanson, Christian Magalhaes a Bob Snow | 12. září 2019      | 7. září 20208. září 2020 | 224–225   |

### Třetí řada (2020–2021)
| Č. v seriálu | Č. v řadě | Původní název                                | Český název   | Režie                                                           | Scénář | Premiéra v USA     | Premiéra v ČR | Prod. kód |
| ------------ | --------- | -------------------------------------------- | ------------- | --------------------------------------------------------------- | --- | ------------------ | ------------- | --------- |
| 51           | 1         | Challenge of the Senior Junior Woodchucks!   | bude oznámeno | Matthew Humphreys                                               | námět: Francisco Angones, Madison Bateman, Colleen Evanson, Christian Magalhaes a Bob Snow scénář: Francisco Angones a Madison Bateman                                                        | 4. dubna 2020      | bude oznámeno | 304       |
| 52           | 2         | Quack Pack!                                  | bude oznámeno | Tanner Johnson                                                  | námět: Francisco Angones, Madison Bateman, Colleen Evanson, Christian Magalhaes a Bob Snow scénář: Bob Snow                                                                                   | 4. dubna 2020      | bude oznámeno | 303       |
| 53           | 3         | Double-O-Duck in You Only Crash Twice!       | bude oznámeno | Jason Zurek                                                     | námět: Francisco Angones, Madison Bateman, Colleen Evanson, Christian Magalhaes a Bob Snow scénář: Christian Magalhaes                                                                        | 11. dubna 2020     | bude oznámeno | 303       |
| 54           | 4         | The Lost Harp of Mervana!                    | bude oznámeno | Tanner Johnson                                                  | námět: Francisco Angones, Madison Bateman, Colleen Evanson, Christian Magalhaes a Bob Snow scénář: Colleen Evanson                                                                            | 18. dubna 2020     | bude oznámeno | 306       |
| 55           | 5         | Louie's Eleven!                              | bude oznámeno | Matthew Humphreys                                               | námět: Francisco Angones, Madison Bateman, Colleen Evanson, Christian Magalhaes, Ben Siemon a Bob Snow scénář: Francisco Angones a Madison Bateman                                            | 25. dubna 2020     | bude oznámeno | 307       |
| 56           | 6         | Astro B.O.Y.D.!                              | bude oznámeno | Jason Zurek                                                     | námět: Francisco Angones, Madison Bateman, Colleen Evanson, Christian Magalhaes, Ben Siemon a Bob Snow scénář: Christian Magalhaes                                                            | 2. května 2020     | bude oznámeno | 308       |
| 57           | 7         | The Rumble for Ragnarok!                     | bude oznámeno | Tanner Johnson                                                  | námět: Francisco Angones, Madison Bateman, Colleen Evanson, Christian Magalhaes, Ben Siemon a Bob Snow scénář: Bob Snow                                                                       | 9. května 2020     | bude oznámeno | 309       |
| 58           | 8         | The Phantom and the Sorceress!               | bude oznámeno | Stephanie Gonzaga a Matthew Humphreys                           | námět: Francisco Angones, Madison Bateman, Colleen Evanson, Christian Magalhaes, Ben Siemon a Bob Snow scénář: Evanson                                                                        | 21. září 2020      | bude oznámeno | 310       |
| 59           | 9         | They Put a Moonlander on the Earth!          | bude oznámeno | Sam King a Jason Zurek                                          | námět: Francisco Angones, Madison Bateman, Colleen Evanson, Sam King, Christian Magalhaes, Ben Siemon a Bob Snow scénář: King a Snow                                                          | 28. září 2020      | bude oznámeno | 311       |
| 60           | 10        | The Trickening!                              | bude oznámeno | Matthew Humphreys                                               | námět: Francisco Angones, Madison Bateman, Colleen Evanson, Christian Magalhaes a Bob Snow scénář: Magalhaes                                                                                  | 5. října 2020      | bude oznámeno | 301       |
| 61           | 11        | The Forbidden Fountain of the Foreverglades! | bude oznámeno | Tanner Johnson                                                  | námět: Francisco Angones, Madison Bateman, Colleen Evanson, Christian Magalhaes, Ben Siemon a Bob Snow scénář: Bateman                                                                        | 12. října 2020     | bude oznámeno | 312       |
| 61-62        | 1213      | Let's Get Dangerous!                         | bude oznámeno | Matthew Humphreys a Jason Zurek                                 | námět: Francisco Angones, Madison Bateman, Colleen Evanson, Christian Magalhaes, Ben Siemon a Bob Snow scénář: Angones a Evanson                                                              | 19. října 2020     | bude oznámeno | 313–314   |
| 64           | 14        | Escape from the ImpossiBin!                  | bude oznámeno | Tanner Johnson                                                  | námět: Francisco Angones, Madison Bateman, Colleen Evanson, Christian Magalhaes, Ben Siemon a Bob Snow scénář: Siemon                                                                         | 26. října 2020     | bude oznámeno | 315       |
| 65           | 15        | The Split Sword of Swanstantine!             | bude oznámeno | Matthew Humphreys                                               | námět: Francisco Angones, Madison Bateman, Colleen Evanson, Christian Magalhaes, Ben Siemon a Bob Snow scénář: Magalhaes a Snow                                                               | 2. listopadu 2020  | bude oznámeno | 316       |
| 66           | 16        | New Gods on the Block!                       | bude oznámeno | Jason Zurek                                                     | námět: Francisco Angones, Madison Bateman, Colleen Evanson, Megan Gonzalez, Christian Magalhaes, Ben Siemon a Bob Snow scénář: Gonzalez                                                       | 9. listopadu 2020  | bude oznámeno | 317       |
| 67           | 17        | The First Adventure!                         | bude oznámeno | Vince Aparo a Tanner Johnson                                    | námět: Francisco Angones, Madison Bateman, Colleen Evanson, Megan Gonzalez, Christian Magalhaes, Ben Siemon a Bob Snow scénář: Magalhaes                                                      | 16. listopadu 2020 | bude oznámeno | 318       |
| 68           | 18        | The Fight for Castle McDuck!                 | bude oznámeno | Matthew Humphreys                                               | námět: Francisco Angones, Madison Bateman, Colleen Evanson, Christian Magalhaes, Ben Siemon a Bob Snow scénář: Bateman                                                                        | 23. listopadu 2020 | bude oznámeno | 319       |
| 69           | 19        | How Santa Stole Christmas!                   | bude oznámeno | Jason Zurek                                                     | námět: Francisco Angones, Madison Bateman, Colleen Evanson, Christian Magalhaes a Bob Snow scénář: Evanson                                                                                    | 30. listopadu 2020 | bude oznámeno | 302       |
| 70           | 20        | Beaks in the Shell!                          | bude oznámeno | Jason Zurek                                                     | námět: Francisco Angones, Madison Bateman, Colleen Evanson, Christian Magalhaes, Ben Siemon a Bob Snow scénář: Siemon                                                                         | 22. února 2021     | bude oznámeno | 320       |
| 71           | 21        | The Lost Cargo of Kit Cloudkicker!           | bude oznámeno | Tanner Johnson                                                  | námět: Francisco Angones, Madison Bateman, Colleen Evanson, Johnson, Christian Magalhaes, Ben Siemon a Bob Snow scénář: Evanson a Johnson                                                     | 1. března 2021     | bude oznámeno | 321       |
| 72           | 22        | The Life and Crimes of Scrooge McDuck!       | bude oznámeno | Matthew Humphreys                                               | námět: Francisco Angones, Madison Bateman, Colleen Evanson, Christian Magalhaes, Ben Siemon a Bob Snow scénář: Bob Snow                                                                       | 8. března 2021     | bude oznámeno | 322       |
| 73-75        | 232425    | The Last Adventure!                          | bude oznámeno | Matthew Humphreys, Tanner Johnson, Matt Youngberg a Jason Zurek | námět: Francisco Angones, Madison Bateman, Colleen Evanson, Christian Magalhaes, Ben Siemon a Bob Snow scénář: Francisco Angones, Madison Bateman, Christian Magalhaes, Ben Siemon a Bob Snow | 15. března 2021    | bude oznámeno | 323–325   |

## Krátké příběhy

### Vítejte v Kačerově! (2017)
| Č. | Původní název           | Český název     | Premiéra v USA  | Premiéra v ČR   |
| -- | ----------------------- | --------------- | --------------- | --------------- |
| 1  | Donald's Birthday       | Donald          | 9. června 2017  | 29. března 2018 |
| 2  | Meet Scrooge!           | Strýček Skrblík | 9. června 2017  | 1. dubna 2018   |
| 3  | Meet Huey!              | Kulík           | 9. června 2017  | 2. dubna 2018   |
| 4  | Meet Launchpad McQuack! | Rampa McKvák    | 16. června 2017 | 3. dubna 2018   |
| 5  | Meet Mrs. Beakley!      | Paní Čvachtová  | 16. června 2017 | 31. března 2018 |
| 6  | Meet Webby Vanderquack! | Kačka           | 16. června 2017 | 30. března 2018 |

### 30 Things (2018)
| Č. | Původní název        | Premiéra v USA |
| -- | -------------------- | -------------- |
| 1  | 30 Things With Huey  | 1. května 2018 |
| 2  | 30 Things With Webby | 2. května 2018 |
| 3  | 30 Things With Dewey | 3. května 2018 |
| 4  | 30 Things With Louie | 4. května 2018 |

### Webby Reacts (2018)
| Č. | Český název                               | Premiéra v USA  |
| -- | ----------------------------------------- | --------------- |
| 1  | Webby Reacts To: Andi Mack – Bex's Secret | 8. května 2018  |
| 2  | Webby Reacts To: Andi Mack – Ummm         | 10. května 2018 |
| 3  | Webby Reacts To: ZOMBIES                  | 12. května 2018 |
| 4  | Webby Reacts To: Stuck in the Middle      | 16. května 2018 |
| 5  | Webby Reacts To: Raven's Home             | 18. května 2018 |
| 6  | Webby Reacts To: Descendants 2            | 24. května 2018 |
| 7  | Webby Reacts To: Descendants 3            | 26. května 2018 |

### The World's Longest Deathtrap! (2018)
| Č. | Původní název                         | Premiéra v USA  |
| -- | ------------------------------------- | --------------- |
| 1  | The World's Longest Deathtrap! Part 1 | 27. května 2018 |
| 2  | The World's Longest Deathtrap! Part 2 | 3. června 2018  |
| 3  | The World's Longest Deathtrap! Part 3 | 10. června 2018 |
| 4  | The World's Longest Deathtrap! Part 4 | 17. června 2018 |
| 5  | The World's Longest Deathtrap! Part 5 | 24. června 2018 |

### Dewey Dew-Night! (2018)
| Č. | Původní název   | Režie          | Scénář                                   | Premiéra v USA    |
| -- | --------------- | -------------- | ---------------------------------------- | ----------------- |
| 1  | The Sidekick    | Tanner Johnson | scénář: Rachel Vine storyboard: Sam King | 8. července 2018  |
| 2  | The Interview   | Tanner Johnson | scénář: Rachel Vine storyboard: Sam King | 15. července 2018 |
| 3  | Will It Crash?! | Tanner Johnson | scénář: Rachel Vine storyboard: Sam King | 22. července 2018 |
| 4  | Bedtime         | Tanner Johnson | scénář: Rachel Vine storyboard: Sam King | 29. července 2018 |